# 노아의 방주: 남겨진 녀석들
《노아의 방주: 남겨진 녀석들》(영어: Ooops! Noah Is Gone...)은 2015년 공개된 독일의 애니메이션 영화이다.

## 한국어 출연
- 김하영 - 피니 역
- 배진홍 - 리아 역
- 윤세웅 - 데이브 역
- 전진아 - 헤이즐 역
- 임채헌 - 오비씨 역
- 박상훈 - 스테이풋 역
- 권문정 - 호랑이 역